# Neculai Grigoraș
Neculai Grigoraș (n. 8 iulie 1944, Chișinău - d. 20 februarie 2017, Craiova) a fost deputat român în legislaturile 1992-1996, 1996-2000 și 2000-2004, ales în județul Dolj pe listele partidului PDSR. În iunie 2001, Neculai Grigoraș a devenit membru PSD. În cadrul activității sale parlamentare în legislatura 1996-2000, Neculai Grigoraș a fost membru în grupurile parlamentare de prietenie cu Republica Arabă Egipt și Statul Plurinațional Bolivia. În legislatura 2000-2004, Neculai Grigoraș a fost membru în grupurile parlamentare de prietenie cu Republica Slovacă, Republica Cehă și Ucraina.   
Neculai Grigoraș a absolvit Facultatea de Științe Economice de la Universitatea din Craiova, promoția 1975.